# Rings of Saturn
I Rings of Saturn sono un gruppo musicale deathcore statunitense. I loro testi sono ispirati alla fantascienza e trattano di vita extraterrestre, spazio e invasioni aliene.

## Storia
I Rings of Saturn si formano nel 2009 come progetto studio-only col chitarrista, bassista e tastierista Lucas Mann, il cantante Peter Pawlak e il batterista Brent Siletto. I 3 pubblicheranno il loro primo LP, intitolato Embrionic Anomaly, nel 2010, con una re-release nel 2011.
Dopo un cambio di formazione i Rings of Saturn registrano il secondo album, intitolato Dingir, nel 2012. Dopo la release di quest'ultimo album, i Rings of Saturn iniziano a fare tournée con Thy Art Is Murder e altri nomi importanti della scena deathcore.
Nel 2014 pubblicano il loro terzo album, Lugal Ki En. Nel 2016 annunciano l'uscita di un nuovo inedito.
Il 2 giugno 2017 esce Inadequate, che anticipa l'album Ultu Ulla (Time of Immemorial) che verrà pubblicato il 28 luglio 2017.
Nel 2019 esce Gidim, anticipato dai singoli The Husk e Mental Prolapse.
Nella primavera 2021, l'etichetta Nuclear Blast Records comunica l'interruzione del rapporto lavorativo con la band, a causa di minacce ricevute dal chitarrista e tastierista Lucas Mann.
Il 14 maggio 2021 la band comunica la rottura col cantante Ian Bearer, affermando di voler continuare come una band strumentale. Tuttavia, la decisione non dura per molto, giacché l'ex cantante Peter Pawlak ritornerà in formazione in occasione del tour europeo del 2022 con The Black Dahlia Murder e Viscera. Il 15 giugno 2022 viene poi rilasciato il sesto album Rings of Saturn.

## Formazione

### Formazione attuale
- Lucas Mann - chitarra, basso, tastiere (2009-presente)
- Joel Omans - chitarra, basso (2011-presente)

### Ex componenti
- Miles Dimitri Barker - chitarra
- Aaron Stechauner - batteria
- Ian Bearer - voce (2012-2021)
- Mike Caputo - batteria (2018-2022)

## Discografia
- 2010 - Embryonic Anomaly
- 2012 - Dingir
- 2014 - Lugal Ki En
- 2017 - Ultu Ulla
- 2019 - Gidim
- 2022 - Rings of Saturn